# Heertjen Ubbo Bouwman

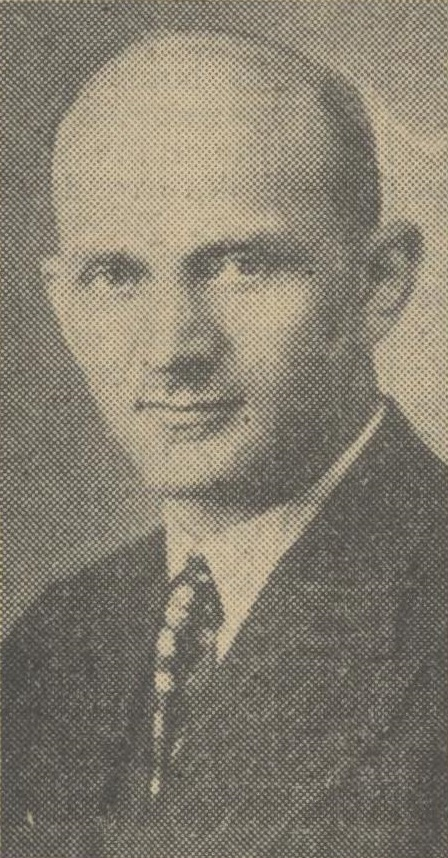
H.U. Bouwman

Heertjen Ubbo Bouwman (Hattem, 25 juni 1901 – Vlissingen, 24 juli 1961) was een Nederlands politicus van de ARP.
Hij werd geboren als zoon van Harm Bouwman (1863-1933; predikant) en Freerkje Dijksterhuis (1870-1941). Vanaf 1903 was zijn vader hoogleraar bij de Theologische School in Kampen. H.U. Bouwman ging na het gymnasium studeren aan die Theologische School maar na het behalen van het kandidaatsexamen koos hij voor een ambtelijke loopbaan. Aanvankelijk was hij volontair bij de gemeentesecretarie van Sint Laurens. Later werd hij ambtenaar bij de gemeente Ambt Hardenberg waar hij vanaf 1937 administrateur was van het gemeentelijk energiebedrijf. In 1939 werd Bouwman benoemd tot burgemeester van Grijpskerke. Tijdens dat burgemeesterschap overleed hij in 1961 op 60-jarige leeftijd in het Vlissingse Bethesda ziekenhuis.